# Попытка № 5 (альбом)
«Попытка № 5» — дебютный альбом украинской группы «ВИА Гра».

## Об альбоме
Первый альбом тогда ещё начинающего коллектива был записан в Киеве, выдержан в стилях поп и европоп. Автор всех песен — Константин Меладзе. Автор фотографий на обложке альбома московский фото-художник, главный редактор Первого русского журнала для мужчин «Андрей» Алексей Вейцлер.

## Реакция критики
Екатерина Алексеева из агентства InterMedia положительно оценила альбом. Рецензент сравнила песни «Заклинание», «Отпустил бы ты меня» и «Что же я наделала?» с творчеством Валерия Меладзе, и по её мнению они получились довольно неплохо. Также журналистка отметила, что «песенки украинского дуэта гораздо танцевальнее, слова более запоминающиеся, гитары прописаны так энергично, что это кажется даже лишним для поп-продукта».

## Список песен: первое издание
- 1. Заклинание
- 2. Попытка № 5
- 3. Я не вернусь
- 4. Познакомься с моей мамой
- 5. Что же я наделала?
- 6. Бомба
- 7. Отпустил бы ты меня
- 8. Сейчас или никогда
- 9. Обними меня
- 10. Спасибо за лето
- 11. Каждый день
- 12. Я не вернусь (disco space mix by YaD)
- 13. Я не вернусь (disco acid drum mix by YaD)

## Список песен: второе издание

### CD 1
- 1. Заклинание
- 2. Попытка № 5
- 3. Я не вернусь
- 4. Познакомься с моей мамой
- 5. Что же я наделала?
- 6. Бомба
- 7. Отпустил бы ты меня
- 8. Сейчас или никогда
- 9. Обними меня
- 10. Спасибо за лето
- 11. Каждый день

### CD 2
- 1. Стоп! Стоп! Стоп!
- 2. Стоп! Стоп! Стоп! (disco house mix by YaD)
- 3. Стоп! Стоп! Стоп! (latino mix by YaD)
- 4. Я не вернусь (disco space mix by YaD)
- 5. Я не вернусь (disco acid drum mix by YaD)

## Участники записи

### 2001 год
- Алёна Винницкая (вокал)
- Надежда Грановская (только в 11 треке)
- Наталья Гура (бэк-вокал)
- Анна Карэ (бэк-вокал)

### 2002 год (переиздание)
- Алёна Винницкая
- Анна Седокова